# Avon Championships of Houston 1979
Avon Championships of Houston 1979  — жіночий тенісний турнір, що відбувся на закритих кортах з килимовим покриттям Astro Arena в Х'юстоні (США). Належав до Avon Championships Circuit 1979. Турнір відбувся вдев'яте і тривав з 15 до 22 січня 1979 року. Перша сіяна Мартіна Навратілова здобула титул в одиночному розряді й отримала 24 тис. доларів США.

## Фінальна частина

### Одиночний розряд
Мартіна Навратілова —  Вірджинія Вейд 6–3, 6–2
- Для Навратілової це був 2-й титул за сезон і 26-й — за кар'єру.

### Парний розряд
Мартіна Навратілова /  Джанет Ньюберрі —  Пем Шрайвер /  Бетті Стов 4–6, 6–4, 6–2

## Розподіл призових грошей
| Дисципліна       | П       | F       | ПФ     | ЧФ     | 1/8    | 1/16 |
| Одиночний розряд | $24,000 | $12,000 | $6,000 | $3,000 | $1,600 | $900 |